# Skype
Skype (укр. Скайп) — це закритий пропрієтарний сервіс для інтернет-телефонії VoIP, створений двома підприємцями Нікласом Зеннстрьомом та Янусом Фріїсом, у співпраці естонцями з Ахті Хейнла, Прійтом Касесалу і Яаном Таллінном, що розробили бекенд, який також був використаний в файлообмінній мережі Kazaa. Сервіс конкурував з існуючими відкритими VoIP протоколами, такими як SIP, IAX, та H.323. Група Skype, яка була придбана компанією eBay у жовтні 2005 року, розташована в Люксембурзі, з офісами в Лондоні, Таллінні і Празі. У 2009 році eBay продала більшу частину акцій Skype групі інвестиційних фондів. Від 2011 року власником Skype була корпорація Microsoft.
Skype після випуску почав дуже швидко зростати у всіх напрямках: за популярністю, у розробці програмного забезпечення, в обох сервісах — безплатному й платному. Комунікаційна система Skype стала відомою завдяки широкому спектру її особливостей, зокрема, безкоштовній голосовій та відео-конференціям, та завдяки її здатності використовувати децентралізовану P2P (peer-to-peer) технологію для подолання звичайних проблем із брандмауером та NAT (Network Address Translation). Але на початку 2012 року корпорація Microsoft, новий власник Skype, відмовилася від принципу децентралізації й замінила розподілену P2P-мережу на мережу власних серверів.
За даними дослідницької компанії TeleGeography, 2008 року Skype став найбільшим оператором міжнародного голосового зв'язку — його частка від загального обсягу розмов склала 8 %. Станом на 2011 рік щомісячно послугами Skype користувалися до 140 мільйонів людей в усьому світі.
У лютому 2025 року Microsoft оголосила про припинення роботи Skype з 5 травня на користь Microsoft Teams.
5 травня 2025 року корпорація Microsoft офіційно припинила підтримку Skype. У Microsoft також уточнили, що функція експорту буде доступна до січня 2026 року, після чого всі дані буде видалено з серверів.

## Технологія
Користувачі Skype, по суті, робили телефонні виклики й відеовиклики через свої комп'ютери, використовуючи програмне забезпечення Skype і інтернет. Основа системи — безкоштовна комунікація між користувачами програмного забезпечення Skype; проте продукт також дозволяв користувачам Skype зв'язуватися з абонентами регулярної наземної лінії зв'язку чи мобільних телефонів. Це програмне забезпечення був доступним безкоштовно й може бути завантажене з вебвузла компанії.
Головною відмінністю Skype від інших клієнтів VoIP було те, що Skype діяв на моделі peer-to-peer (замість традиційнішої моделі клієнт-сервер). Довідник користувачів Skype був повністю децентралізований і розповсюджувався серед вузлів у мережі. Це означало, що мережа могла зростати до великих розмірів (на початок 2010 — понад 500 мільйонів користувачів) дуже легко, без ускладнень та дорогої централізованої інфраструктури.
Skype також перенаправляв виклики через інші Skype-клієнти у мережі, щоб полегшити обхід Symmetric NAT та брандмауерів. Проте це лягало додатковим тягарем на тих, хто з'єднувався з Інтернетом без NAT, оскільки їхні комп'ютери та пропускна здатність мережі могли бути задіяні, щоб надсилати виклики інших користувачів.
Виділення посередницьких комп'ютерів було повністю автоматичне й індивідуальні користувачі не мали ніякого вибору, щоб блокувати таке використання їхніх ресурсів. Цей факт, однак, ясно не був освітлений і, здається, суперечив ліцензійній угоді, яка обмежує Skype у використанні «процесора і пропускної здатності каналу [для] полегшення комунікації між [користувачем] і іншими користувачами програмного забезпечення Skype» (секція 4.1).
Skype — програмне забезпечення з закритим кодом — мав не стандартизований протокол, а приватний, що викликало підозру і потягло за собою деяку критику від розробників програмного забезпечення й користувачів.
Клієнтське API Skype відкриває мережу для розробників програмного забезпечення. Skype API дозволяє іншим програмам використовувати мережу Skype, щоб отримати «white pages» і керувати дзвінками.
Інтерфейс користувача в середовищі Windows був розроблений на Pascal із використанням Delphi, версія для Linux була написана на C++, а для Mac OS — на Objective-C та Cocoa. Частини клієнта використовують Internet Direct (Indy) як бібліотеку з відкритим програмним кодом для комунікації сокетів.

## Безпека
Система Skype породжував досить багато дискусій на тему безпеки його трафіку. Мали місце деякі зіткнення з приводу питання безпеки та культури VoIP-телефонії через ці дискусії та деякі принципи проєктування:
- весь трафік Skype зазвичай кодується й користувач не може вимкнути це;
- Skype повідомляє, що використовує тільки відкрито доступні, сильні алгоритми кодування;
- Користувач не залучається до процесу кодування і тому не має справи з результатами інфраструктури Public key.

Це мало ефект на решту ринку, оскільки вони прагнуть запропонувати конкурентоздатну продукцію. Безпека Інтернет-комунікацій стала предметом, щодо якого люди стали обізнанішими, і безпечна комунікація — це річ, яку вони хочуть бачити в продукції, яку вони використовують.
Виходячи з того, що код Skype це приватна власність та не є open source, рівень безпеки системи не міг бути перевірений незалежними експертами. Отже, користувачі — експерти та не експерти — могли спиратися при використанні лише на довіру виробника та поведінку програмного забезпечення, закачаного з ресурсів, авторизованих виробником. У 2004 році Niklas Zennstrom, один із засновників Skype, визнав у статті в Інтернет-виданні The Register, що поточна модель безпеки використовувала відносно короткий розмір ключа, спираючись на безпеку через непрозорість, та не витримає переходу на open-source.
Канонічна архітектура Skype і модель безпеки описуються детально в книзі «Skype: The Definitive Guide». Крім того, як мінімум, два аналізи коду Skype було видано. Tom Berson з Anagram Laboratories, фахівець кодування й безпеки більш ніж тридцять років, був запрошений Skype, щоб проаналізувати їх вихідний код у жовтні 2005. Окремо Philippe Biondi і Fabrice Desclaux впровадили вивчення за допомогою зворотного проєктування пакету, фактично випущеного Skype у реліз, що було представлене в Європі на BlackHat в березні 2006.
Висновки обох аналізів вказано нижче:
- Skype — «суцільна чорна скринька», це означає, що для звичайного користувача надзвичайно важко ідентифікувати, що він робив, або що він міг робити, або як саме це робилось. Він використовує безпеку через непрозорість, щоб ускладнити аналіз або розбір програми без істотних затрат на кількість роботи чи використання емуляції.
- Пошук контактів та зв'язок через супервузли є довіреними замість того, щоб вимагати ідентифікації. Були відомі «дірки» в безпеці в області глобальної мережі Skype — існували області, в яких «Skype довіряє будь-якому комп'ютеру, який говорить мовою Skype».
- Програмне забезпечення Skype безпосередньо використовувало багато кодової плутанини і розшифровки в пам'яті, зокрема сотні чексаммерів та інші засоби проти зворотної компіляції.
- Компанія стверджувала, що протокол включає 1536- і 2048-розрядні загальні/приватні ключові пари. Вони не є надмірно довгими за сучасними стандартами, але є досить сильним бар'єром для розшифровки. Очевидно, користувачі платних послуг отримували заміну 2048-розрядного ключа (1536-розрядний ключ — стандартний). Також використовувався 256-розрядний AES над 128-розрядними блоками, який вважається сильним.
- Система Skype автоматично вибирала певних користувачів зі швидким CPU, хорошими broadband підключеннями і відсутніми фаєрволами на роль або «супервузлів», або «реле», через які інші користувачі, можливо, з'єднуються. Тому Skype міг використовувати призначену для користувача пропускну здатність. (Хоча це дозволялось в EULA, немає ніякої можливості сказати, скільки пропускної здатності використовується в цій формі). Є приблизно 20,000 супервузлів серед багатьох мільйонів зареєстрованих користувачів. Посібник «Skype Guide for network administrators» стверджує, що супервузли тільки керують трафіком у межах до 5 kbytes/s і реле, можливо, передає інший трафік даних, що не належать користувачу, до 10 kbytes/s. Реле не повинне зазвичай обробляти більш ніж одне «релейне підключення».
- Кожен пакет фактично, зокрема, фактичне програмне забезпечення безпосередньо, кодується, часто за допомогою загальних/приватних ключових методів з підписами або AES.
- Функція передавання файлів Skype не містила ніяких програмованих інтерфейсів для антивірусів. Якщо тестовий файл EICAR надсилався через Skype, кожна велика антивірусна програма, виявляється, захоплює вірус і зупиняє його пересилання або приймання через Skype.
- Відсутність ясності щодо контенту означає, що системи мережевого захисту і системні адміністратори не могли бути впевнені, що Skype робить. (Комбінація досліджень свідчить про те, що Skype не робить якої-небудь шкоди). Правила системи мережевого захисту радять блокувати Skype для корпорацій.
- Повна функціональність Skype не розглядалася; обидва вивчення фокусувалися на його захисті. Тому, не можна сказати, що ще може бути присутнє.

## Інфраструктура
Корпорація Microsoft, новий власник VoIP-сервісу Skype, на початку 2012 повністю переробила його структуру, замінивши розподілену P2P-мережу з клієнтських машин на свої власні сервери на основі Linux, посилені з точки зору безпеки. Ця реструктуризація є кардинальною зміною роботи мережі Skype, яка раніше базувалася на супернодах, що працювали на основі самих клієнтських комп'ютерів, під'єднаних до сервісу. Ці комп'ютери мали задовольняти вимогам пропускної здатності, обчислювальної потужності й іншим характеристикам. Однак, такий дизайн був визнаний корпорацією небезпечним і не відповідним вимогам стійкості (за останні кілька років мережа Skype практично повністю припиняла своє функціонування через некоректну роботу деяких версій програми). В середньому в режимі супернод працювало приблизно 48000 клієнтських комп'ютерів, кожен вузол обслуговував у середньому 800 клієнтів мережі.
Згідно з дослідженням фахівця з безпеки компанії Immunity Security, Microsoft відмовилася від цього дизайну на користь розгортання власної мережі на основі 10 000 серверів на базі захищеної версії Linux зі встановленими патчами безпеки від проєкту GRSecurity. Кожен виділений сервер підтримує по 4100 підключень (разом — 41 мільйон користувачів одночасно) і має теоретичну межу в сто тисяч підключень.
За інформацією від корпорації Microsoft, архітектура мережі сама по собі залишилася колишньою, але замість супернод, що працювали на клієнтських машинах, тепер використовується кластер із локальних супернод, розміщених у захищених датацентрах, що працюють під управлінням операційної системи з підвищеним рівнем безпеки й обслуговуються спеціалізованим високопродуктивним ПЗ. За даними Microsoft такий підхід дозволить збільшити надійність, масштабованість та продуктивність мережі Skype.

## Поширення і популярність
Повідомлено, що 43 мільйони користувачів Skype одночасно були активні 4 жовтня 2012 року.
| Дата       | Користувачів онлайн | Днів |
| ---------- | ------------------- | ---- |
| 2012-10-04 | 43,295,678          | 0    |
| 2011-01-24 | 28,398,200          | 0    |
| 2011-01-10 | 27,045,598          | 0    |
| 2011-01-10 | 26,947,258          | 49   |
| 2010-11-22 | 25,000,000          | 28   |
| 2010-10-25 | 24,000,000          | 231  |
| 2010-03-08 | 23,000,000          | 49   |
| 2010-01-18 | 22,000,000          | 7    |
| 2010-01-11 | 21,000,000          | 63   |
| 2009-11-09 | 20,000,000          | 35   |
| 2009-10-05 | 19,000,000          | 21   |
| 2009-09-14 | 18,000,000          | 175  |
| 2009-03-23 | 17,000,000          | 49   |
| 2009-02-02 | 16,000,000          | 21   |
| 2009-01-12 | 15,000,000          | 84   |
| 2008-10-20 | 14,000,000          | 35   |
| 2008-09-15 | 13,000,000          | 210  |
| 2008-02-18 | 12,000,000          | 42   |
| 2008-01-07 | 11,000,000          | 82   |
| 2007-10-17 | 10,000,000          | 261  |
| 2007-01-29 | 9,000,000           | 82   |
| 2006-11-08 | 8,000,000           | 71   |
| 2006-08-29 | 7,000,000           | 155  |
| 2006-03-27 | 6,000,000           | 66   |
| 2006-01-20 | 5,000,000           | 92   |
| 2005-10-20 | 4,000,000           | 155  |
| 2005-05-18 | 3,000,000           | 93   |
| 2005-02-14 | 2,000,000           | 117  |
| 2004-10-20 | 1,000,000           | 418  |
| 2003-08-29 | 0                   | —    |

SR Consulting у жовтні 2005 року переглянуло 4 мільйони профайлів користувачів Skype і надало деяку демографічну інформацію, повідомлену Новинами й Журналом Skype:
- Середній вік: 29.7 років;
- Близько 46 % користувачів Skype — жителі Європи. Бразилія й Китай мають найбільше користувачів Skype. Китай має 13 % з населення Skype [джерело?].
- Інформація щодо статі досі непереконлива й неточна. Більш, ніж половина всіх користувачів відмовилася заявити свою стать.

## Послуги

### SkypeOut
SkypeOut дозволяв користувачам Skype зв‘язуватися з традиційними телефонними номерами, зокрема, мобільними, за невеликі гроші. Цей грошовий збір становив $ 0.024 за хвилину для найрозвиненіших країн, і $2.142 за хвилину для викликів з острова Diego Garcia. Через 180 днів бездіяльності SkypeOut баланс на рахунку Skype зникав. Цей алгоритм робив SkypeOut дорогим в обслуговувані для не дуже активних користувачів, оскільки вони часто втрачатимуть кошти зі свого рахунку.
Протягом 2006 року SkypeOut-дзвінки з США і Канади до абонентів у межах США і Канади були безкоштовні.

### SkypeIn
SkypeIn дозволяв користувачам Skype отримувати виклики на їх комп'ютери з регулярних телефонних номерів та дозволяє користувачам підписуватися на номери в таких країнах як Австралія, Бразилія, Данія, Естонія, Фінляндія, Франція, Німеччина, Гонконг, Японія, Польща, Швеція, Швейцарія, Велика Британія і США. Наприклад, користувач-мешканець Сан-Франциско створює локальний телефонний номер у Гельсінкі. Люди з Гельсінкі будуть платити тільки за місцеві переговори, щоб звернутися до цього номера.

### Skype Voicemail
Skype Voicemail був випущений 10 березня 2005. Ця послуга дозволяє людям, що дзвонять, залишати голосові повідомлення для користувачів Skype, недоступних на момент дзвінка. Skype Voicemail мав численні проблеми за минулий рік і користувачі скаржаться, що багато голосових повідомлень ніколи не надходять. Також сервіс SkypeIn іноді не в змозі записати певні вхідні виклики на сторінці історії програми. Ці проблеми не були повністю вирішені.

### Skype chat
Skype підтримував текстовий груповий чат із інтерфейсом, подібним до IRC, зі 100 людьми одночасно. Версія Macintosh використовує такий же стиль виду повідомлення, як Adium, хоча з іншим розширенням імені файлу. Стилі виду повідомлення, зроблені для Adium, можуть бути встановлені для Skype, і їх навіть не потрібно перейменовувати. Існує декілька косметичних багів, але нехтуючи ними, стилі Adium працюють без модифікації. Ця особливість відсутня в Windows, Linux, і версії Skype для кишенькових комп'ютерів.[джерело?]

### Skype video calling
Skype 2.0 (і вище) підтримував відеоконференцію на платформах Windows XP та новіших (від користувачів Windows 2000 для цього вимагається DIRECTX 9.0) і Mac, роблячи його одним із небагатьох кросплатформних рішень[слово-паразит] для відео-конференції між Windows і Mac. Skype підтримує відео-чат лише в режимі «сам на сам».

### Skype Translator Preview
Опція миттєво, в режимі реального часу, перекладає голосову інформацію між різними мовами, що стало можливим завдяки співпраці спеціалістів Microsoft i Skype. Microsoft позиціонує цю технологію насамперед для шкіл та університетів, які зможуть спілкуватися між собою без жодних перешкод. Skype Translator Preview працює зараз лише на Windows 8.1 або preview-копіях Windows 10.

## Підтримувані операційні системи
- Windows XP (лише вебверсія на сайті web.skype.com в браузері Google Chrome)
- Windows Vista (лише вебверсія на сайті web.skype.com в браузері Google Chrome)
- Windows 7
- Windows 8
- Windows 8.1
- Windows 10

## Продажі бізнесу
У 2005 році eBay купила Skype за $2,6 млрд — суму, названу багатьма аналітиками (і пізніше визнану самою ebay) зависокою. Засновники сервісу Ніклас Зеннстром (Niklas Zennstrom) і Янус Фріїс (Janus Friis) разом з першим інвестором Говардом Гартенбаумом (Howard Hartenbaum) вклали в нього близько $20 млн. eBay планувала використовувати Skype як інструмент підвищення ефективності в своїй основній діяльності, зокрема, як зручний засіб зв'язку між своїми клієнтами. Проте щільно інтегрувати підрозділ у свій основний бізнес їй не вдалося.
За станом на кінець 2008 у світі налічувалося 405 млн зареєстрованих користувачів Skype, тоді як під час операції з eBay їх було тільки 53 млн. Число користувачів у 2008 в порівнянні з 2007 збільшилося на 47 %. Виручка компанії в 2008 склала $551 млн (на 44 % більше, ніж роком раніше).
Компанія eBay 1 вересня 2009 року офіційно оголосила про продаж 65 % акцій свого VoIP-сервісу Skype. Як покупець виступила група інвесторів, до якої увійшли венчурні фонди Silver Lake, Index Ventures, Andreessen Horowitz і Canada Pension Plan (CPP) Investment Board. Сума операції склала $1,9 млрд, її завершення заплановано в четвертому кварталі 2009. eBay збереже у себе інші 35 % компанії. Виходячи з озвученої суми важ Skype був оцінений в $2,75 млрд.
10 травня 2011 року корпорація Microsoft офіційно оголосила про купівлю сервісу VoIP-телефонії Skype за 8,5 мільярда доларів. Для Microsoft ця оборудка стала найдорожчою за всю 36-річну історію компанії. Skype входила до складу Microsoft на правах окремого підрозділу, який очолював тодішній глава Skype Тоні Бейтс. Роботу зі Skype мали підтримувати мобільні пристрої на платформі Windows Phone 7. Сервіс інтернет-телефонії мав бути інтегрований з низкою застосунків і онлайн-сервісів Microsoft, у тому числі з комунікаційною платформою Lync і поштовим клієнтом Outlook.
Microsoft запевнила, що підтримуватиме версії Skype для інших операційних систем, у тому числі Mac OS X і Linux.

## Популярність в Україні
Найпопулярнішим месенджером в Україні у 2020 року був Viber, яким користувалися 99 % користувачів смартфонів у віці від 13 до 55 років, далі йшов Facebook Messenger і Telegram; WhatsApp та Skype поступово втрачають користувачів, ними користустуються менше половини користувачів, в той же час популярність Telegram росте, особливо серед молоді.

## Цікаве
- При запущеному Скайпі після натискання кнопки PrintScreen можна відразу у вікні чату провести вставку, і співрозмовнику надійде «запрінтскрінене» зображення екрану.
- При послідовному затиску 3-х і більше кнопок на клавіатурі, при наборі тексту у віконці, співрозмовник побачить не олівець, що пише, а котячі лапки.
- При натисканні кнопок у хаотичному порядку можна побачити руки, які розламують олівець на дві частини.
- Крім вбудованих смайликів, скайп містить і «секретні» (для версії 6.18.59.106):

- (bandit) — бандит
- (bike), (sander), (bicycle) — велосипед
- (blackwidow) — чорна вдова
- (bucky) — волохань
- (bug) — жук
- (call) — дзвонить
- (captain), (shielddeflect) — капітан Америка
- (cat), (@), (meow) або :3 — кіт
- (dog), (&) — собака
- (drunk) — п'яний
- (e), (m) — лист
- (finger) — середній палець;
- (flag: «2 літери держави»), наприклад, прапор України — (flag: ua)
- (football) — футбол
- (fubar) — тикає пальцем;
- (headbang), (banghead) — б'ється головою об стіну
- (heidy) — білка гризе горіхи;
- (idea), :|, :i чи *:-) — ідея
- (lalala), (lala) чи (notlistening) — «ля-ля-ля, я тебе не слухаю»;
- (london), (rain) — дощ
- (makeup) — макіяж чи підфарбовує губи;
- (mooning) — показує сідниці
- (mp), (ph) — телефон
- (nickfury) — одноокий
- (o), (O), (clock), (time) — годинник
- (oliver) — якийсь Олівер
- (poolparty) — вечірка в басейні
- (punch) — удар
- (rock) — рок
- (sheep), (bah) — вівця
- (shielddeflect) — капітан Америка зі щитом
- (skype), (ss) — іконка програми
- (smoking) або (ci) — палить
- (swear), (@#%$*) — лається
- (talk) — розмовляє
- (talktothehand) — говори до руки
- (tmi) — забагато інформації
- (toivo) — хлопчик із собакою
- (tumbleweed) — перекоти-поле
- (u), (U) — розбите серце
- (wfh) — працюю вдома
- (zilmer) — фотограф
- (~), (film), (movie) — знімання фільму

## Команди чату
У чаті підтримується багато irc-команд. Нижче приведений їх список:
- /help
- /add [Skype_Name]
- /alertsoff
- /alertson [text]
- /call [Skype_Name]
- /clear
- /find [text]
- /get banlist
- /get allowlist
- /get creator
- /get guidelines
- /get xguidelines
- /get options
- /get password_hint
- /get role
- /get uri
- /goadmin
- /history
- /htmlhistory
- /info
- /kick [Skype_Name]
- /kickban [Skype_Name]
- /leave
- /me
- /set allowlist [[+|-]mask]
- /set banlist [[+|-]mask]
- /set guidelines [text]
- /set xguidelines [text]
- /set options
- /set password [text]
- /set password_hint [text]
- /setpassword [password] [password hint]
- /setrole [Skype Name] MASTER | HELPER | USER | LISTENER
- /topic [text]
- /whois [Skype_Name]